# Oswald Bertram Lower
Oswald Bertram Lower (Norwood, Australia Meridional, 28 de febrero de 1864 - Wayville, Australia del Sur, 18 de marzo de 1925) fue un químico y farmacéutico australiano, mejor conocido por sus contribuciones a la entomología, en particular las mariposas y polillas. Su trabajo con Lepidopterología se centraron en Adelaida, de donde era nativo, siendo el autor de cerca de 1000 especies válidas. Su colección de más de 40 mil especímenes se encuentra actualmente en el Museo de Australia del Sur.